# 強化コンピュータ
強化コンピュータ（きょうかコンピュータ）または英語でラギッド・コンピュータ（Rugged computer）と呼ばれるのは、周りの温度・湿度・塵埃度、振動などに関して、通常の動作環境条件を超えて、より過酷な条件であっても使えるようにしたコンピュータである。ノートパソコン、タブレット、通常のコンピュータなどを強化するのは、普通の事務室内でなく、外回りセールス、製造現場、小売店、病院、交通関係、軍用、宇宙などに使われるためである。
米国では、軍用にMIL-STD-810などが強化度のテストの標準が設定されている。
日本では、IBM 5500産業用ワークステーション、NECファクトリーコンピュータなどが使われてきた。

## 参照項目
- 産業用パソコン (Industrial PC)